# 村木神社 (愛知県東浦町)
村木神社（むらきじんじゃ）は、愛知県知多郡東浦町に鎮座する神社。

## 由緒
創建時期は不明だが、古くから津島社があり、延徳3年（1491年）に社殿を再建した記録が残っている。現在の森岡保育園がある場所には、かつて水野信元の家臣が創建した八幡社があり、大正2年（1913年）に津島社に合祀して名称を村木神社と改めた。天文23年（1554年）の村木砦の戦いでは、織田信長がこの辺りに本陣を置いたとされている。

## 例祭
東浦町無形民俗文化財
- 森岡の村木神社おまんと祭り

例年、9月最後の日曜日に行われる祭りで、若衆が走る馬に飛びついて人馬一体となって疾走するものである。尾張一円と三河の一部で豊作・村民安全祈願のため、馬を飾り立てて神社に奉納する祭礼であり、馬の塔（おまんと）と呼んでいる。永禄3年（1560年）、桶狭間の戦いで織田信長が今川義元に勝利すると、村人が戦勝祝いとして清洲城へ馬を走らせたのが始まりで、以後各村が社寺の祭礼行事として馬の塔を行うようになったという。村木神社のおまんと祭りも、信長の戦勝祝いで馬を走らせたのが始まりと伝えられている。走る馬に飛びつく馬駆けは、明治中期ごろから始まったとされる。

## ギャラリー

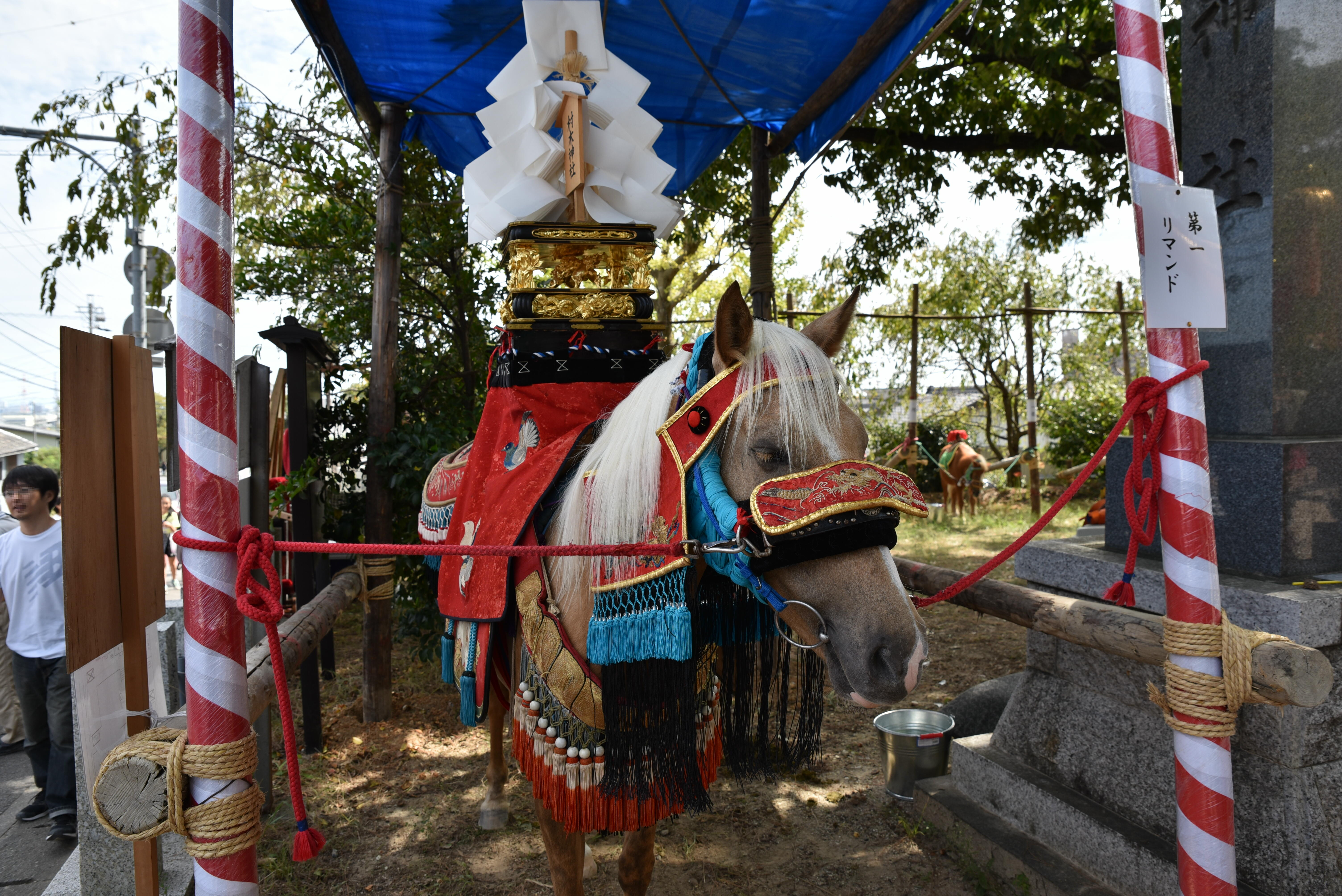
おまんと祭り（馬の塔）
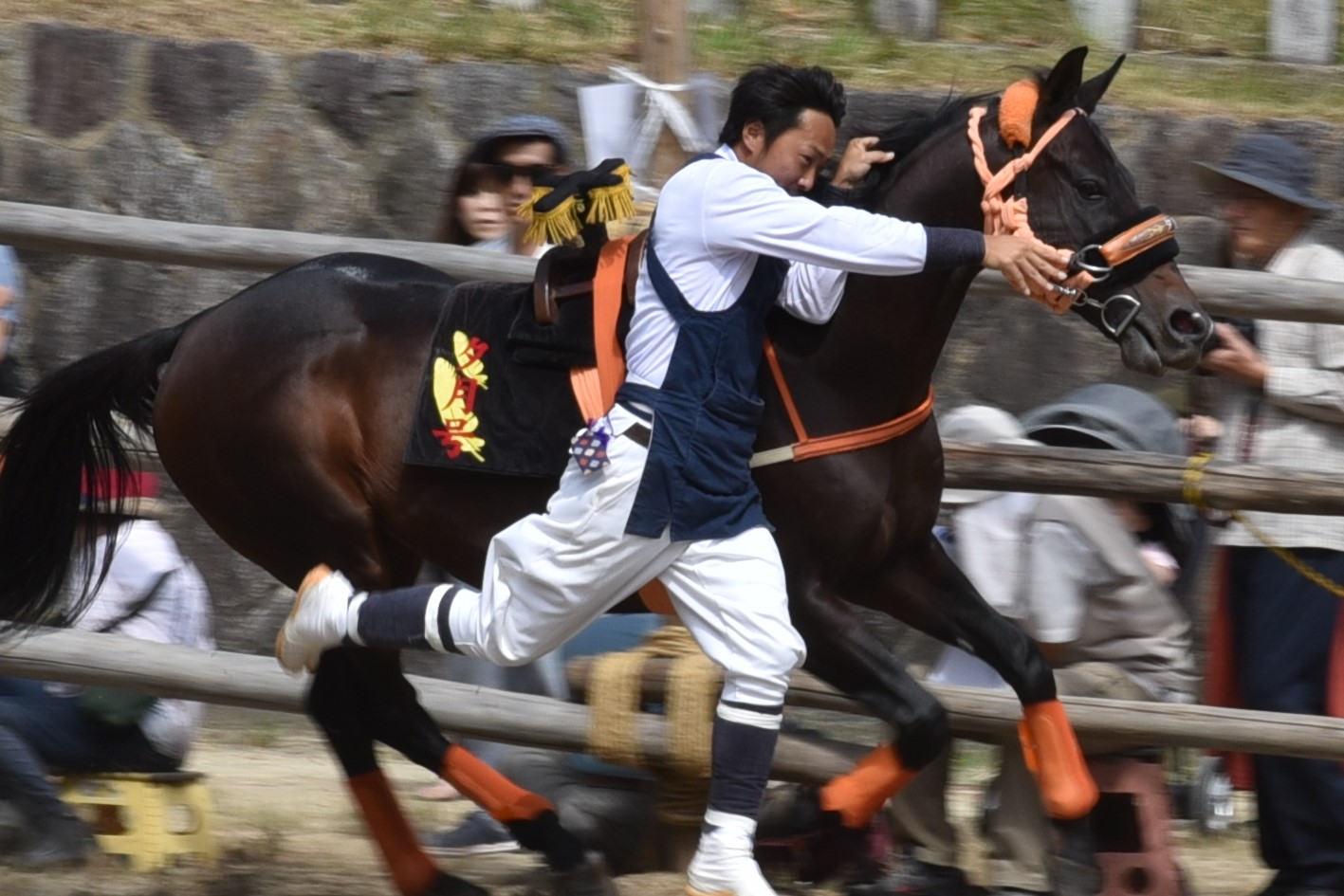
おまんと祭りの馬駆け
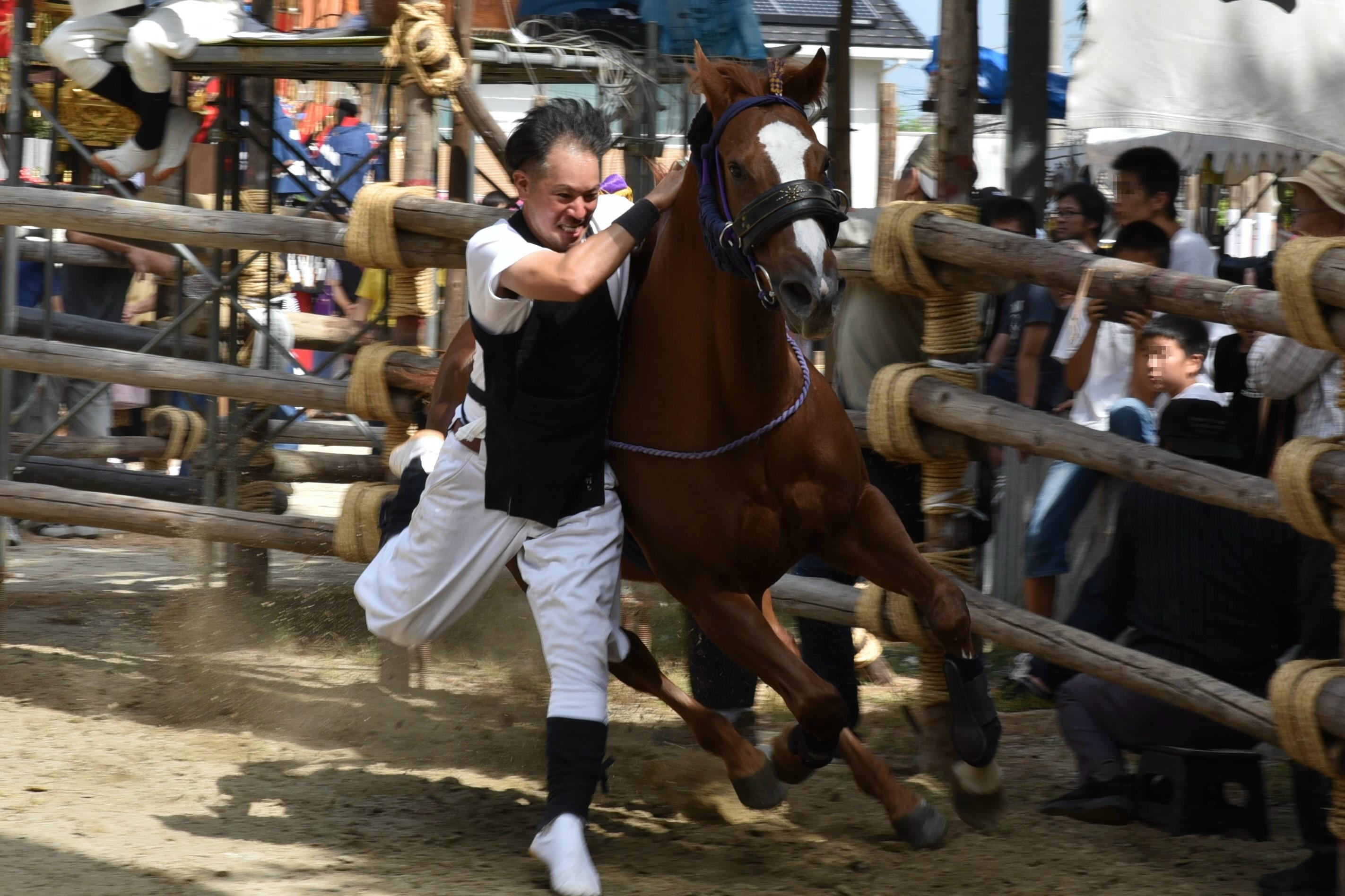